# 아시아프레스
아시아프레스 인터내셔녈(アジアプレス・インターナショナル, ASIAPRESS INTERNATIONAL)은 일본에 본부를 둔 보도통신사다. 오사카부 오사카시 키타구, 도쿄도 신주쿠구, 서울 관악구에 각각 대표 사무소를 두고 있다. 결성은 1987년. 도쿄사무소 대표는 노나카 아키히로(野中章弘). 오사카사무소 대표는 이시마루 지로(石丸次郎). 서울사무소 대표는 안해룡(安海龍).

## 개요
- 아시아프레스・인터내셔널은 보도통신사이지만, 일반적으로 말하는 뉴스에이전시나 프로덕션과는 형태가 다른, 프리랜서 저널리스트의 네트워크다.
- 일본인이 멤버의 반수를 차지하고 있다. 그 밖에도 중화인민공화국, 대한민국, 조선민주주의인민공화국, 필리핀, 파키스탄 출신도 소속돼 있다.
- 결성 당시는 포토저널리즘을 지향해 사진, 문장에 의한 잡지매체 발표가 주였지만, 90년대부터는 비디오 저널리즘을 표현방식으로 도입, TV・다큐멘터리・뉴스를 제작해 배급하게 되었다. 일본의 주요 방송국 외에도 영국BBC, 채널 4, ITV (영국), 미국PBS, CBS (미국의 방송사),한국KBS, MBC 등 세계 각국의 방송국에도 영상을 전달하고 있다. 웹 매체의 보급에 따라, 웹에서도 뉴스를 전달하기 시작, 독자 홈페이지에서 뉴스를 제공하는 것 외에 일본 국내에서는 야후! 재팬에도 뉴스를 제공하고 있다.
- 독자적 보도사이트인 아시아프레스 네트워크 (アジアプレス・ネットワーク, ASIAPRESS NETWORK)를 운영, 뉴스를 제공하고 있다. (일부기사유료)
- 2000년 경부터 다큐멘터리 영화제작도 적극적으로 실시, 멤버들이 제작한 영화가 일본 국내외의 다양한 다큐멘터리 영화관련 상을 수상하고 있다. 중국인의 다큐멘터리스트, 영화감독의 육성에도 힘을 기울이고 있다.
- 2007년 말부터 BS디지털방송 BS11의 뉴스프로그램 'INsideOUT'에서 대표인 노나카 아키히로에 의한 'Inside Asia'라는 코너가 시작됐다. (현재는 종료)
- 2008년부터 북한 주민 스스로 취재해 발신하는 출판물인 '림진강' (아시아프레스 출판부, 감수 이시마루 지로)이 정기간행물로서 발행되고 있다. 또한, 아시아프레스 네트워크 홈페이지에서 북한보도(한국어, 일본어), 림진강, 림진강 영어판이라는 형태로 북한 관련 기사가 게재된다.
- 2012년 시리아에서 취재중 사망한 저널리스트 야마모토 미카(山本美香)는 과거 아시아프레스에 재적했고, THE JAPAN PRESS로 이적 후에도 아시아프레스 각 멤버와 교류를 계속하고 있었다.

도쿄사무소: 〒161-0035　東京都新宿区中井1－11－5－12

오사카사무소: 〒530-0021　大阪市北区浮田1-2-3 サヌカイトビル3F

서울사무소: (우)151-818 서울특별시 관악구 봉천7동 1661-11 고산오피스텔 401호

## 주요 멤버
- 노나카 아키히로 (野中章弘, 대표겸이사)
- 이시마루 지로 (石丸次郎, 오사카사무소 대표)
- 야나기모토 미치히코 (柳本通彦, 타이페이 사무소 대표)
- 안해룡 (安海龍, 서울사무소 대표)
- 와타이 타케하루 (綿井健陽)
- 요시다 토시히로 (吉田敏浩)
- 사카모토 타쿠 (坂本卓)
- 후루이 미즈에 (古居みずえ)
- 타마모토 에이코 (玉本英子)
- 김해경
- 오구라 키요코 (小倉清子)
- 시부야 아츠시 (渋谷敦志)
- 타치카와 카즈야 (刀川和也)
- 오오무라 이치로 (大村一朗)

## 같이 보기
- 교도통신